# Giovanni Antonio di Mayo
Giovanni Antonio di Mayo est un compositeur d’origine napolitaine, actif à Lyon et à Genève vers 1565-1570.

## Biographie
Ce musicien est d’origine napolitaine ; les seuls éléments dont on dispose sur lui proviennent de ses éditions (livres, privilèges, permission).
Il se fait connaître à Lyon en 1567 lors de l’édition de son premier livre de madrigaux à quatre voix. Il demeure encore dans cette ville en décembre 1570, lorsqu’il reçoit un privilège royal pour l’impression de ses œuvres.
Il est également repéré à Genève en avril 1570 lorsqu’il demande au Conseil de pouvoir imprimer des chansons spirituelles de sa composition avec un privilège pour deux ans. Cette permission est d’abord refusée, puis accordée.

## Œuvres

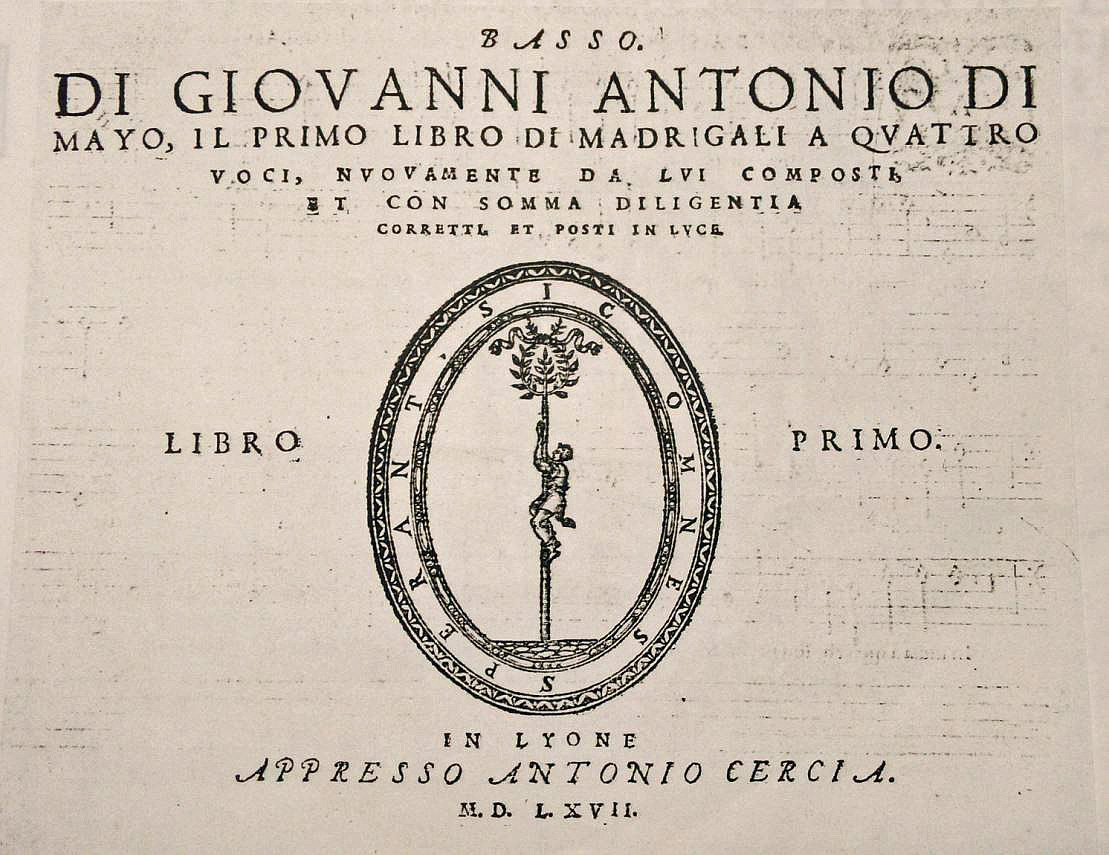
Le Primo libro de Di Mayo (Lyon, 1567)

- Il primo libro di madrigali a quattro voci, nuovamente da lui composti, et con somma diligentia corretti, et posti in luce. Lyon : Antoine Cercia, 1567. 4 vol. 4° oblong[3]. L’œuvre est écrite sur des textes de Pétrarque, Jacopo Sannazaro, Pietro Bembo et Ludovico Ariosto. Les deux premiers ont eu un lien particulier avec Naples.
- Il n’y a pas de trace que les chansons spirituelles citées ci-dessus ont bien été imprimées.